# Nintendo Switch 2 Welcome Tour
Nintendo Switch 2 Welcome Tour (Nintendo Switch 2 のひみつ展?, Nintendo Switch 2 no hi mitsuten) è un videogioco sviluppato da Nintendo EPD e Nintendo Cube e pubblicato da Nintendo per Nintendo Switch 2 il 5 giugno 2025 come titolo di lancio. È una tech-demo con lo scopo di approcciare l'utente alle nuove funzionalità della console.
Il videogioco è stato oggetto di controversie all'annuncio e ha ricevuto un'accoglienza mista da parte della critica, soprattutto perché è stato venduto separatamente dalla console.

## Modalità di gioco
Nintendo Switch 2 Welcome Tour è essenzialmente una "galleria digitale" di piccoli minigiochi che servono per insegnare al giocatore le funzionalità di Nintendo Switch 2. Ci sono 4 attività principali: collezionare timbri, piccole tech-demo che mostrano le nuove funzionalità di Switch 2, minigiochi a punteggi e dei "banchi informativi" che insegnano al giocatore alcune parti della console seguiti da un quiz. Ogni qual volta che il giocatore completa un'attività, guadagna delle medaglie e una lista mostra quante ne mancano.
Il videogioco possiede anche sfide e minigiochi che necessitano la webcam USB, i pulsanti GL/GR, il Nintendo Switch 2 Pro Controller e una televisione a ultra alta definizione. Tali missioni possono essere saltate dal giocatore, tuttavia non potrà guadagnare alcune medaglie.

## Sviluppo
Nintendo Switch 2 Welcome Tour venne sviluppato da Nintendo Entertainment Planning & Development e Nintendo Cube.
Il videogioco venne annunciato il 2 aprile 2025 durante un Nintendo Direct focalizzato sulla Nintendo Switch 2. Il videogioco è stato oggetto di controversie per il prezzo e il fatto che non sia presente sin da subito all'interno della console. Anche Reggie Fils-Aime, ex presidente di Nintendo of America, criticò tale decisione.
Nintendo Switch 2 Welcome Tour venne distribuito il 5 giugno 2025 come titolo di lancio della Nintendo Switch 2 solo in formato digitale, via Nintendo eShop.

## Accoglienza
| Testata                              | Giudizio |
| ------------------------------------ | -------- |
| Metacritic (media al 23 giugno 2025) | 55/100   |
| Destructoid                          | 3/10     |
| Digital Trends                       | 3/5      |
| Eurogamer                            | 3/5      |
| Game Informer                        | 6/10     |
| GamesRadar+                          | 3/5      |
| IGN                                  | 5/10     |
| Nintendo Life                        | 8/10     |
| Nintendo World Report                | 7/10     |
| The Jimquisition                     | 1/10     |
| Gamepare                             | 6.5/10   |

Nintendo Switch 2 Welcome Tour ha ricevuto critiche "miste o medie" su Metacritic. Il giorno della pubblicazione, il videogioco è stato uno dei titoli con punteggio più basso del 2025, in una lista di giochi con più di 7 critiche diverse, ed è il videogioco Nintendo con il punteggio più basso da Animal Crossing: amiibo Festival.
La critica si è principalmente concentrata sul fatto che il videogioco non sia già installato nella console e sia anche a pagamento. È stato spesso comparato a Nintendo Land per la Wii U e Astro's Playroom di PlayStation 5, entrambi già installati nelle corrispettive console. Gavin Lane di Nintendo Life ha trovato aspetti positivi nel gioco, sostenendo che sia "calmo e sorprendentemente coinvolgente (per essere una) esposizione dell'hardware con una manciata di minigiochi". Al contrario, James Stephanie Sterling di The Jimquisition ha dato al videogioco 1 su 10, sostenendo che sia "la più pigra demo mai pubblicata".